# 補給戦
『補給戦』（英: Supplying War）は、1977年に歴史学者・軍事学者のマーチン・ファン・クレフェルトによって発表された兵站学の著作である。

## 概要
1946年にオランダで生まれたクレフェルトは、イスラエルのヘブライ大学で学び、ロンドン大学で博士号を取得した後にヘブライ大学の歴史学部で教授となっている。いくつかの軍事学の著作を発表しており、本書はその中でも兵站を主題とした戦史の研究である。その構成は、序章戦史家の怠慢、第1章16-17世紀の略奪戦争、第2章軍事の天才ナポレオンと補給、第3章鉄道全盛時代のモルトケ戦略、第4章壮大な計画と貧弱な輸送と、第5章自動車時代とヒトラーの失敗、第6章ロンメルは名将だったか、第7章主計兵による戦争、第8章知性だけがすべてではない、から成り立っている。
クレフェルトによれば、これまでの戦史研究では兵站学的な観点が欠けたものであった。イギリスの戦略家リデル・ハートによるシュリーフェン計画の批判では兵站の問題が取り上げられているものの、具体的な武器弾薬の所要量が計算されていない。戦史の研究において兵站の重要性に言及されたとしても、それは観念的なものに過ぎず、定量的な議論に基づいたものではなかった。つまり、従来の戦史研究において兵站が取り上げられたことはなかったのである。そこで、クレフェルトは本書で軍隊の移動と補給の実際的な方法である兵站術を主題とし、その歴史的変化と兵站術の戦略的影響を明らかにすることを試みている。
ヨーロッパ諸国において兵站術の必要が生じた背景には1560年-1715年にかけての軍隊の規模の拡大があった。軍隊が大規模なものになり、それまで行われていた略奪では十分な補給が不可能になると、水路や軍需品倉庫を利用した組織的な輸送活動が求められることになる。この頃において兵站に関する考慮はしばしば戦略的思考よりも重要視されており、ナポレオンのロシア遠征の戦争計画においても兵站計画が重要な考慮事項であった。
また、普墺戦争でのプロイセン陸軍はモルトケの指導の下で鉄道網を兵站に導入することで戦略的な部隊の展開を迅速化することに成功したと考えられているが、この輸送路が常に計画的に使用されていたわけではなかった。シュリーフェン計画については従来の検討でも示されている通り、兵站計画に問題があったために実行不能であると評している。第二次世界大戦の独ソ戦ではドイツ軍が兵站の障害を抱えていたことを詳細に検討し、兵站だけではなく戦略にも問題があった。北アフリカ戦線においてロンメルは必ずしも兵站的考慮を重要視しておらず、敗北はその兵站軽視に起因するものであると考えられる。そして、ノルマンディー上陸作戦では主計兵によって周密に計画された兵站活動が機能しない事態が発生した。
このような戦史における兵站の検討を通じて、クレフェルトはクラウゼヴィッツの摩擦の概念の重要性を指摘している。つまり、兵站とは予測不可能な事態を克服しながら部隊の行軍と補給を実現するための方法であるために、常に現実の戦争における不完全な状況把握や不測事態などの戦争の摩擦という現象の影響下に置かれるものである。兵站術は摩擦を解決するために具体的で定量的な計画を活用することを試みてきたが、それを完全に解決することは不可能である。

## 日本語訳
- M・V・クレフェルト『補給戦――何が勝敗を左右するのか』（佐藤佐三郎訳、中公文庫、2006年）[1]
  - 増補新版『補給戦――ヴァレンシュタインからパットンまでのロジスティクスの歴史』（石津朋之監訳・解説、佐藤佐三郎訳、中央公論新社、2022年）、第二版（2004年）による改訂版